# Barbara Roberts
Barbara Kay Roberts, född 21 december 1936 i Corvallis, Oregon, är en amerikansk demokratisk politiker. Hon var Oregons guvernör 1991–1995.
Roberts studerade vid Portland State University, Harvard University och Marylhurst College (numera Marylhurst University). Hon var Oregons statssekreterare 1985–1991. I guvernörsvalet 1990 besegrade hon republikanen David B. Frohnmayer och oberoende kandidaten Al Mobley för att tillträda som den första kvinnliga guvernören i Oregons historia.
Roberts efterträdde 1991 Neil Goldschmidt som guvernör och efterträddes 1995 av John Kitzhaber.